# Ішкун
Ішкун (ісп. Ixkún, мовою мая Ixcún) — археологічна пам'ятка доколумбівської цивілізації мая, знаходиться на північ від міста Долорес у департаменті Петен, Гватемала.

## Опис

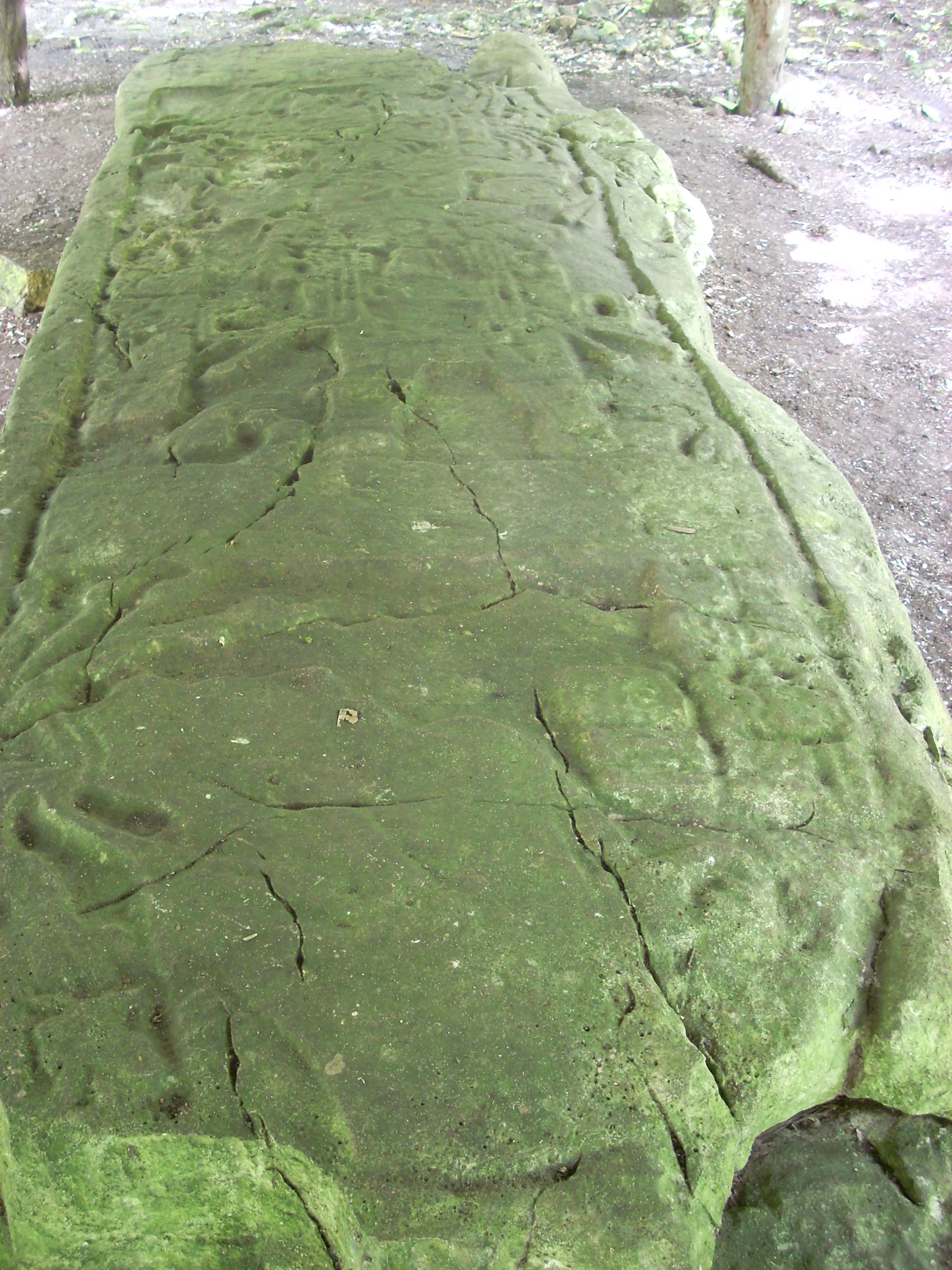
Стела 4 на центральній площі

Ішкун розташоване в муніципалітеті Долорес, у 6,5 км на північ від самого міста, у північно-західній частині гір Мая.
Руїни міста займають ряд карстових пагорбів в широкій долині, площею 25 км ². Річка Мопан протікає на сході від руїн міста.
Біля Ішкуна, на відстані 35 км, знаходиться руїни іншого визначного місто мая Караколь.

## Історія
Ішкун був побудований і заселений в докласичну еру, близько 200 р. н. е.., і досяг піку в своєму розвитку близько 600—900 років. н. е.. Місто займав площу близько 16 км². У його центральній частині знаходилися стадіон для гри в тлачтлі, храми, палаци та дві піраміди. Знайдено близько 46 груп житлових будинків, 245 могил і кілька «чультунів», штучних печер для зберігання чистої води.
Чотири прилеглих печери використовувалися в класичну епоху як церемоніальні об'єкти.
Виявлено різні стели, покриті написами, вівтарі. Стела 4 досягає заввишки 4 метрів, серед маянських стел за розміром — друга після знайденої в Кіригуа.